# Lód VI

Diagram fazowy wody w szerokim zakresie ciśnień

Lód VI – tetragonalna odmiana lodu, stabilna w pośrednim zakresie ciśnień (620 MPa – 2,2 GPa) i temperatur (od -140 do +80 °C).

## Charakterystyka
Sieć krystaliczna takiego lodu ma strukturę analogiczną do edingtonitu. Wszystkie cząsteczki wody są połączone wiązaniami wodorowymi z czterema innymi. Sieć tę tworzą dwie przenikające się podsieci, niepołączone wiązaniami wodorowymi. Wiązania wodorowe nie są w lodzie VI uporządkowane przestrzennie; odmiana polimorficzna tego lodu o uporządkowanych wiązaniach to lód XV. Lód VI powstaje w wyniku ochładzania wody w ciśnieniu 1,1 GPa do 270 K (-3 °C). Gęstość takiego lodu jest większa od gęstości ciekłej wody i równa 1,31 g/cm³; względna przenikalność elektryczna jest najwyższa wśród znanych odmian lodu i równa około 193.
Lód VI ma punkty potrójne z lodem II i lodem V (oceniany na -55 °C, 620 MPa), ciekłą wodą i lodem V (-0,16 °C, 632,4 MPa), lodem VII i lodem VIII (~5 °C, 2,1 GPa) oraz ciekłą wodą i lodem VII (82 °C, 2,216 GPa). Poniżej 130 K (ok. -140 °C) stabilna jest forma z uporządkowanymi wiązaniami wodorowymi, lód XV.